# Rajd Warszawski 1989
Rajd Warszawski 1989 – 23. edycja Rajdu Warszawskiego. Był to rajd samochodowy rozgrywany od 7 do 8 października 1989 roku. Była to szósta runda Rajdowych Samochodowych Mistrzostw Polski w roku 1989. Rajd składał się z szesnastu odcinków specjalnych. Rajd rozgrywany był na nawierzchni szutrowej. Zwycięzcą został Mirosław Krachulec, który wygrał pięć OS-ów, drugie miejsce zajął Marek Sadowski (wygrał jeden OS), na trzecim miejscu do mety dojechał Romuald Chałas. Rajdu nie ukończył zwycięzca siedmiu OS-ów Marian Bublewicz.

## Wyniki końcowe rajdu[1][2]
| Miejsce | Kierowca            | Pilot                  | Samochód               | Czas    | Strata | Grupa Klasa |
| ------- | ------------------- | ---------------------- | ---------------------- | ------- | ------ | ----------- |
| 1       | Mirosław Krachulec  | Marek Kusiak           | Mazda 323 4WD          | 1:33:02 | -      | A-13        |
| 2       | Marek Sadowski      | Grzegorz Gac           | FSO Polonez 1500 Turbo | 1:39:32 | +6:30  | A-13        |
| 3       | Romuald Chałas      | Zbigniew Atłowski      | FSO Polonez 1600       | 1:40:58 | +7:56  | A-14        |
| 4       | Wiesław Stec        | Cezary Klaczyński      | Opel Manta 2.0 E       | 1:43:18 | +10:16 | A-13        |
| 5       | Ryszard Granica     | Mieczysław Sieczkowski | FSO 1500               | 1:43:27 | +10:25 | N-02        |
| 6       | Waldemar Doskocz    | Andrzej Górski         | FSO Polonez 1600       | 1:45:21 | +12:19 | A-14        |
| 7       | Algis Poteliunas    | Jozuas Pukenas         | Łada Samara 1300       | 1:45:32 | +12:30 | A-12        |
| 8       | Jacek Lisicki       | Zbigniew Bieniewski    | FSO Polonez 2000       |         |        | B           |
| 9       | Jerzy Dyszy         | Jerzy Substyk          | FSO Polonez 1600       | 1:46:54 | +13:52 | A-14        |
| 10      | Krzysztof Hołowczyc | Robert Burchard        | FSO Polonez 1600       | 1:47:03 | +14:01 | A-14        |
| 11      | Piotr Kufrej        | Maria Wiechowska       | FSO 1600               | 1:47:15 | +14:13 | A-14        |
| 12      | Krzysztof Koczur    | Andrzej Witek          | Polski Fiat 126p Bis   |         |        | A-13        |

1. 1 2  Nieliczony w klasyfikacji RSMP